# Władysław Filar (nauczyciel)
Władysław Filar (ur. 5 stycznia 1874 w Sanoku, zm. ?) – polski nauczyciel.

## Życiorys
Urodził się 5 stycznia 1874 w Sanoku. Był synem Józefa i Marii z domu Wanic. Był wyznania rzymskokatolickiego. Ukończył studia wyższe uzyskując tytuł naukowy doktora filozofii na podstawie rozprawy doktorskiej pt. Savonarola i próba ogniowa na Wydziale Filozoficznym Uniwersytetu Lwowskiego. W okresie zaboru austriackiego w ramach autonomii galicyjskiej podjął pracę nauczyciela od 1 września 1894. W roku szkolnym 1898/1899 był nauczycielem w Gimnazjum OO. Jezuitów w Chyrowie. Na przełomie XIX/XX wieku został członkiem towarzystwa Czytelni Akademickiej we Lwowie. Egzamin zawodowy złożył 3 czerwca 1906. Rozporządzeniem C. K. Rady Szkolnej Krajowej z 29 lipca 1904 został mianowany zastępcą nauczyciela w C. K. Gimnazjum im. Franciszka Józefa we Lwowie. 31 lipca 1907 został mianowany nauczycielem rzeczywistym. Wówczas został przeniesiony z posady zastępcy nauczyciela C. K. VII Gimnazjum we Lwowie do C. K. Gimnazjum w Stryju. Jednocześnie w roku szkolnym 1907/1908 otrzymał całoroczny urlop dla podróży naukowej, odbierając na ten cel zapomogę w wysokości 1200 koron. Od 1908 był nauczycielem w C. K. Gimnazjum w Stryju (w tym podczas I wojny światowej), gdzie uczył historii i geografii (w roku szkolnym 1909/1910 przebywał na całorocznym urlopie celem objęcia posady kierownika w prywatnym gimnazjum w Kałuszu, w roku szkolnym 1910/1911 przebywał na urlopie celem poratowania zdrowia). W 1913 był równolegle dyrektorem Prywatnego Gimnazjum Żeńskiego z prawami publicznymi w Stryju. Reskryptem C. K. Rady Szkolnej Krajowej z 20 lutego 1917 otrzymał tytuł c. k. profesora. Reskryptem C. K. Ministra Wyznań i Oświecenia z 29 września 1917 i reskryptem prezydenta C. K. Rady Szkolnej Krajowej z 14 listopada 1917 otrzymał VIII rangę w zawodzie. W stryjskim gimnazjum pracował podczas I wojny światowej. Przed 1918 został odznaczony austro-węgierskim Krzyżem Jubileuszowym dla Cywilnych Funkcjonariuszów Państwowych. Na początku XX wieku był członkiem zarządu Polskiego Muzeum Szkolnego we Lwowie.
Po odzyskaniu przez Polskę niepodległości pozostawał nauczycielem w okresie II Rzeczypospolitej. Od 1 sierpnia 1919 do 1925 był dyrektorem Państwowego Seminarium Nauczycielskiego Żeńskiego im. Królowej Jadwigi w Inowrocławiu. Według publikacji w czasopiśmie „Myśl Niepodległa” z tego stanowiska miał został odwołany po ujawnieniu nieodpowiedniego zachowania wobec uczennic, po czym mianowany dyrektorem gimnazjum męskiego w Gnieźnie nie przyjął tej funkcji. Rozporządzeniem Ministra Wyznań Religijnych i Oświecenia Publicznego z 12 lipca 1926 ze względów służbowych został przeniesiony ze stanowiska dyrektora Seminarium Nauczycielskiego w Gnieźnie z dniem 1 sierpnia 1926 na równorzędne stanowisko dyrektora Państwowego Gimnazjum w Trembowli, w którym uczył historii i sprawował stanowisko dyrektora od 1926. Z dniem 31 stycznia 1929 został przeniesiony w stan nieczynny. Pozostając w stanie nieczynnym jako dyrektor i nauczyciel Państwowego Gimnazjum w Trembowli decyzją z 1 lipca 1929 został przeniesiony w stan spoczynku z dniem 31 lipca 1929.
Zastępca posła Sejmu II kadencji (1928-1930) z Listy 1 w okręgu wyborczym nr 54 Tarnopol–Trembowla–Skałat–Zbaraż–Podhajce–Czortków–Buczacz–Husiatyn–Borszczów–Zaleszczyki. 
W latach 30. XX wieku był wydawcą pisma satyryczno-humorystycznego „Szczutek”.
22 lipca 1905 w Jarosławiu poślubił Wiesławę Marię Bar. Po wybuchu II wojny światowej zaginął w 1940. W 1947 przed Sądem Grodzkim w Koźlu, na wniosek Wiesławy Filar, zamieszkałej w Kędzierzynie, toczyło się postępowanie o uznanie za zmarłego dr. Władysława Filara.

## Publikacje
- Ludwik XIV i jego wiek[37]
- Kardynał Richelieu i jego dzieło (1938)